# Saint-Germain-de-Martigny
 Saint-Germain-de-Martigny  es una población y comuna francesa, situada en la región de Baja Normandía, departamento de Orne, en el distrito de Mortagne-au-Perche y cantón de Bazoches-sur-Hoëne.

## Demografía
| 105 | 106 | 101 | 88 | 72 | 87 |
| Para los censos de 1962 a 1999 la población legal corresponde a la población sin duplicidades (Fuente: INSEE [Consultar]) |     |     |    |    |    |